# Pylojacquesidae
Pylojacquesidae is een familie van kreeftachtigen uit de klasse van de Malacostraca (hogere kreeftachtigen).

## Geslachten
- Lemaitreopsis McLaughlin, 2007
- Pylojacquesia McLaughlin & Lemaitre, 2001